# Waste of Time
Waste of Time è un singolo della cantante danese MØ, il terzo estratto dal suo primo album in studio No Mythologies to Follow; è stato pubblicato il 7 giugno 2013.

## Tracce
1. Waste of Time – 3:35 (Karen Marie Ørsted)